# Luca Margaroli
Luca Margaroli (Brescia, 15 februari 1992) is een Zwitsers tennisser.

## Carrière
Margaroli won twee challengers in 2016 en twee in 2019. Margaroli weet zich van tijd tot tijd doorheen de kwalificatie van ATP-toernooien te winnen. Hij won in totaal vier challengers maar verloor er ook al vijftien.
Margaroli kwam ook al meerdere keren uit voor de nationale ploeg in de Daviscup.

## Palmares
| Legenda                       | Legenda               |
| ----------------------------- | --------------------- |
| Grand Slam                    |                       |
| Olympische Spelen             |                       |
| tot 2009                      | vanaf 2009            |
| Tennis Masters Cup            | ATP Finals            |
| ATP Masters Series            | ATP Tour Masters 1000 |
| ATP International Series Gold | ATP Tour 500          |
| ATP International Series      | ATP Tour 250          |

### Dubbelspel
| Nr.                  | Datum             | Toernooi | Ondergrond | Partner           | Tegenstander in finale             | Score             | Details |
| -------------------- | ----------------- | -------- | ---------- | ----------------- | ---------------------------------- | ----------------- | ------- |
| gewonnen challengers |                   |          |            |                   |                                    |                   |         |
| 1.                   | 19 juni 2016      | Farg'ona | Hardcourt  | Yannick Jankovits | Toshihide Matsui Vishnu Vardhan    | 6-4, 7-6          |         |
| 2.                   | 17 september 2016 | Meknes   | Gravel     | Mohamed Safwat    | Pedro Martínez Oriol Roca Batalla  | 6-4, 6-4          |         |
| 3.                   | 5 mei 2019        | Ostrava  | Gravel     | Filip Polášek     | Thiemo de Bakker Tallon Griekspoor | 6-4, 2-6, [10-8]  |         |
| 4.                   | 29 september 2019 | Florence | Gravel     | Adil Shamasdin    | Gerard Granollers Pedro Martínez   | 7-5, 6-7, [14-12] |         |